# Bahía mágica
Bahía mágica és una pel·lícula de caràcter ecologista dirigida sobretot a un públic infantil i juvenil. Bahía mágica és una co-producció hispano-argentina dirigida per Marina Valentini estrenada a l'Argentina el 2002, i protagonitzada per Carlos Álvarez i Jean Pierre Noher. El rodatge es va dur a terme, entre d'altres, a Buenos Aires i a Mundo Marino, San Clemente del Tuyú. En la pel·lícula es mescla imatge real amb animació.

## Argument
Bahía mágica explica la història d'un vaixell que aparentment porta un carregament de joguines, però el que realment transporta és una perillosa càrrega de residus radioactius cap a les platges del sud de l'Argentina. Alarmats pel perill que significa per a les seves vides, els animals de l'oceà emeten un so especial que capten els dofins i llops marins de l'oceanari. Aquests, desesperats per fer-se entendre pels seus assistents, es declaren en vaga i interrompen les seves actuacions. Lola, una biòloga apassionada pels animals, sospita que una cosa greu està passant, però només els nens del lloc i un vell marí espanyol seran els que entenguin el missatge i intentin aturar el perillós vaixell.

## Repartiment
- Jean Pierre Noher: Dr. Rato
- Carlos Álvarez Novoa: Bartolo
- Liz Lobato: Dra. Lola
- Luciano Nóbile: Quique
- Ricardo Rodríguez: Pedro
- Alfredo Allende: Mariner Alex
- Mariano Arenas: Narrador
- Fabián Arenillas: Assistent Dr. Rato
- Eduardo Avakian: Veu del lloro
- Aldo Barbero: Veu de Tibor
- Roberto Carnaghi: Capità
- Francisco Corbalán: Raúl
- Martín Coria: Pescador
- Débora Cuenca: Noia de la barca
- Edson da Silva Pinheiro: Científica brasilera
- Soledad Delgadollo: Entrenadora Soledad
- Camila Deppe: Germana de Raúl
- Eduardo Ferrari: Veu del tauró i del pop
- Freddy Friedlander: Científic alemany
- Luis Herrera: Assistent del Dr. Rato